# Les Hurlements d'Léo
Pour les articles homonymes, voir HDL.
Les Hurlements d'Léo, parfois abrégé en HDL, est un groupe de rock français, originaire de Bordeaux, Gironde. Ils jouent un genre qu'ils définissent eux-mêmes en plaisantant comme « java-chanson-punk-caravaning ». Leur nom provient de la chanson Léo par les VRP.

## Biographie

### Genèse et le canal historique (1996—2007)
L'histoire débute à Bordeaux en 1996, où une bande de 5 copains joue dans les bars et scènes de la région. L'effectif évolue pendant deux ans pour se stabiliser à la formation actuelle en 1998. Le groupe tourne alors dans les festivals de toute la France (Bourges, La Rochelle, Rennes, Angoulême...). En 1998, les HDL enregistrent leur premier album Le Café des jours heureux. Quelques années plus tard, le nom de cet album inspira la création d'un bar à Bordeaux. La rencontre avec les Ogres de Barback aboutit à l'achat d'un grand chapiteau, Latcho Drom, qui parcourt les routes de France et d'Europe.
En 2000, les HDL enregistrent leur deuxième album La Belle affaire vendu à plus de 20 000 exemplaires. En 2001, les HDL et les Ogres s'unissent pour une tournée européenne baptisée Un air, deux familles, qui donne naissance à un album live sorti en 2002. Début 2003, sortie du troisième album Ouest terne puis le groupe reprend la route cette fois-ci en compagnie des Allemands des 17 Hippies. Ils seront jusque 20 sur scène (8 français et 12 allemands). Début 2004, cette collaboration franco-allemande prend le nom de Hardcore Trobadors et donne naissance à un album de 6 titres.
En 2005, les HDL sortent un live de leur dernière tournée[réf. souhaitée]. Le 13 mars 2006, sortie de l'album studio Temps suspendu. En 2007, la rencontre avec le groupe L'Enfance Rouge donne lieu à deux mini tournées (10 jours en France et en Belgique dont Garorock puis 7 dates en Italie, Bosnie, Slovénie) et un album qui a été un flop commercial, sous le nom République du sauvage. Cet échec ainsi que la vie incessante de tournée entraînera le groupe à entrer en pause sans savoir quel sera son avenir.

### Renouveau et nouveaux projets (depuis 2009)
Le groupe renaît de ses cendres avec une troupe grandement modifiée. Un remplacement des départs « poste à poste » est effectué pour une tournée de rodage afin de voir si l'envie de continuer l'aventure est toujours là. Cette tournée accompagnée, le 20 avril 2009, de la sortie d'un double best-of et inédits 13 ans de caravaning.
Le 28 février 2011, sortie de l'album studio Bordel de luxe sous le label Ladilafé avec Patricia Bonnetaud (Yelen musiques). Juliette Dragon du Cabaret des filles de joie est l'égérie de cette nouvelle tournée. 140 concerts suivront. Derrière cela, une rencontre et aventure éphémère aura lieu avec la fanfare parisienne Les Fils de Teuhpu sous le nom Camping de Luxe entre le 15 mars 2013 et le 4 août 2013. Cette collaboration donnera naissance également à un album 6 titres.
À partir de 2014, le groupe travaille à un projet autour de l'œuvre de Mano Solo. En juin 2015, un double album voit le jour qui fait la part belle aux premières chansons de l'artiste (issues des albums La Marmaille nue, Les Années sombres principalement) et aux compositions du groupe les Frères Misère. Cet album est aussi marqué par l'intervention de nombreux invités issus de groupes amis, de cette mouvance alternative et libertaire (Les Ogres de Barback, Debout sur le zinc, Babylon Circus, etc.) mais aussi Nilda Fernandez, Francesca Solleville, Bertrand Cantat ou Romain Humeau. Lors de la tournée, Les Hurlements d'Léo sont accompagnés par le guitariste de Mano Solo, Napo Romero, et différents invités (dont Fredo, le chanteur des Ogres de Barback).
En 2017, ils reforment « Un air, deux familles » avec les Ogres pour 25 concerts à guichets fermés. En automne 2017, ils partent pour une vingtaine de dates en France pour fêter les 20 ans du groupe. Parallèlement à cette tournée, ils annoncent la préparation et la sortie de leur septième album Luna de Papel pour mars 2018 sur le label Irfan. Pendant la tournée de l'album Luna de Papel, le groupe prépare un album familial sur le thème de l'exil qui s'intitule Mondial stéréo. L'album sort début 2020, associé à un livre conte musical pour les enfants qui traite de la question de l'exil en partenariat avec l'association SOS Méditerranée, avec une première représentation de ce conte le 13 décembre 2019.
Le 31 janvier 2022 sort un premier single issu d'une compilation à venir pour les 25 ans groupe. Ce single n'est autre que la reprise d'un titre de leur premier album : Le Café des jours heureux, dans lequel Erwan fait un retour au chant (et d'autres anciens membres en tant que figurants dans le clip. Cet album comprenant 6 morceaux réenregistrés, ainsi que des extraits live inédit est prévu pour le 13 mai de la même année.
En 2024 le groupe se met en pause afin de travailler sur leur prochain disque. Ce nouvel album Sirocco dont la sortie est prévue le 19 septembre 2025 est le premier depuis le retour d'Erwan.

## Membres

### Membres actuels
- Laurent « Kebous » Bousquet — chant, guitare
- Erwan « R1 Wallace » Naour —  chant, guitare (1996—2016) (depuis 2022)
- Julien « Juju » Arthus  — chant, saxophone baryton, saxophone ténor, guitare (depuis 2006)
- Cyril « Pépito » Renou — trompette, chant
- Vincent « Vince » Serrano  — violon, saxophone ténor, chant (depuis 2009)
- Fred Gallot — contrebasse (depuis 2017)
- Bayrem Ben Amor — guitare (depuis 2018)
- Alban Zaccomer — batterie (depuis 2018)
- Pierre-Jean « PJ » Ley — accordéon, claviers, trompette (depuis 2019)

### Anciens membres
- Benoit « Benziz » Chesnel — saxophone, guitare, clavier, chant (1996—2007)
- Franck « Francky Banane » Lagoffun — contrebassine (1996—1997)
- Pierre « Pierrot » Wetzel — batterie (1996—1997)
- Fred « Vanette » Renaud — batterie (1997—1999)
- Nadia « Nads » Leclerc — violoncelle (2007)
- Rémy « Maddox » Devert — batterie, percussion, machines (1999—2007)
- Rafael « Zébulon » Bord — violon, guitare (1997—2007)
- David « Dawed » Chesnel — contrebasse (1997—2007)
- Renaud « Reno » Eychenne — contrebasse (2009—2017)
- Napo Romero — guitare, chant (2014—2017)
- Nicolas Saillan — batterie, percussions, machines (2009—2017)
- David Bourguignon — batterie (2018)
- Jocelyn « Jojo » Gallardo — accordéon, trombone, claviers, guitare (1996—2019)

## Galerie

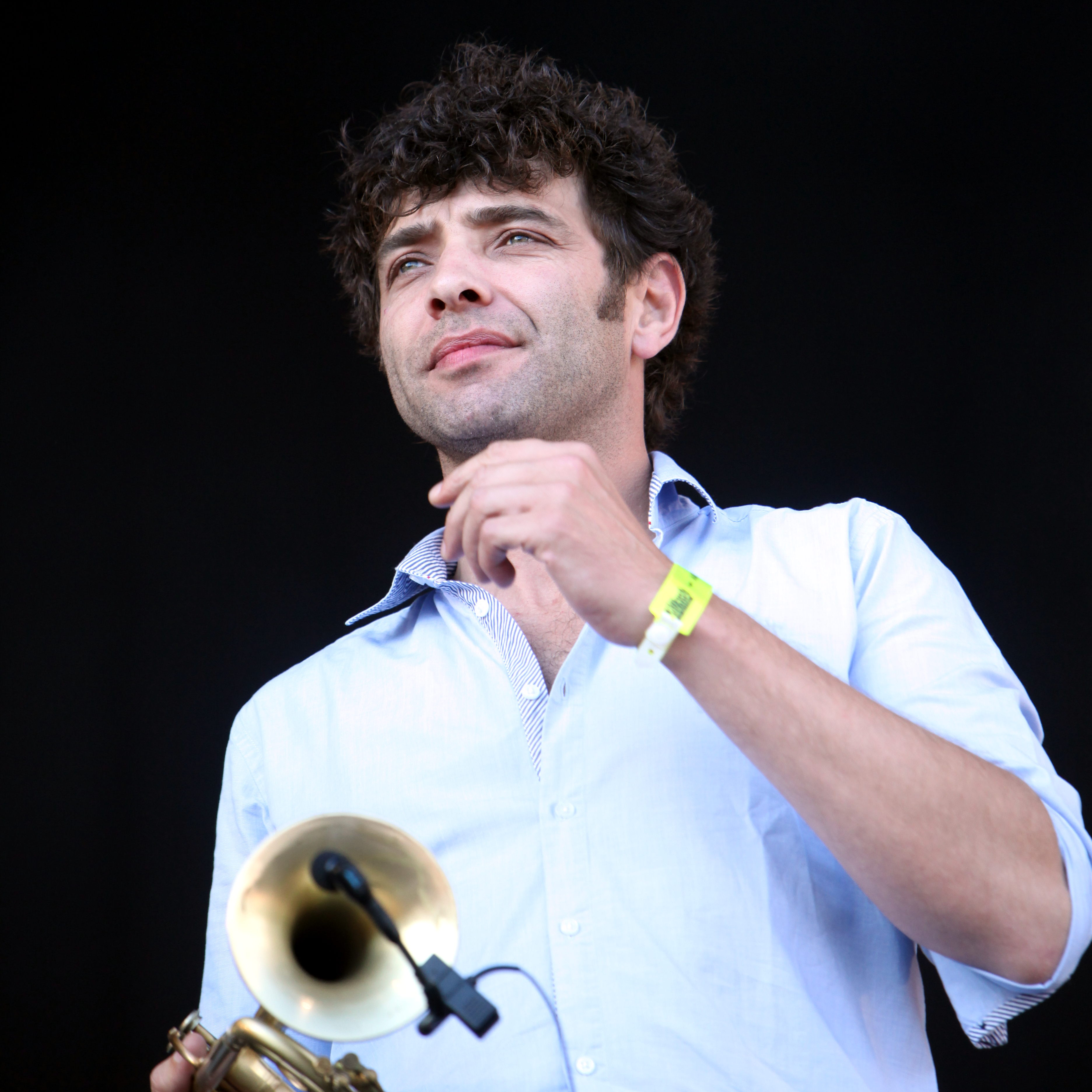
Cyril « Pépito » Renou.
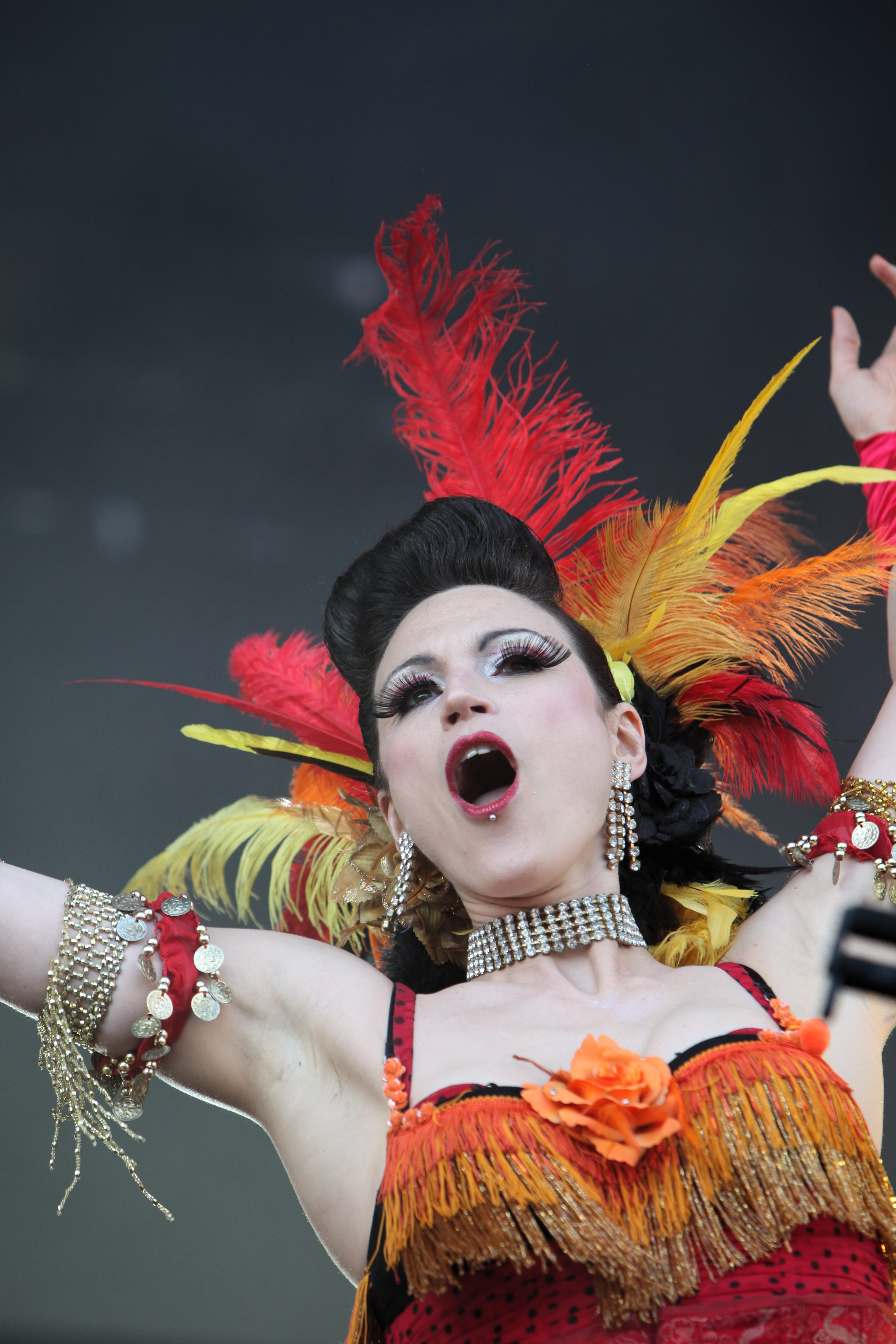
Juliette Dragon.
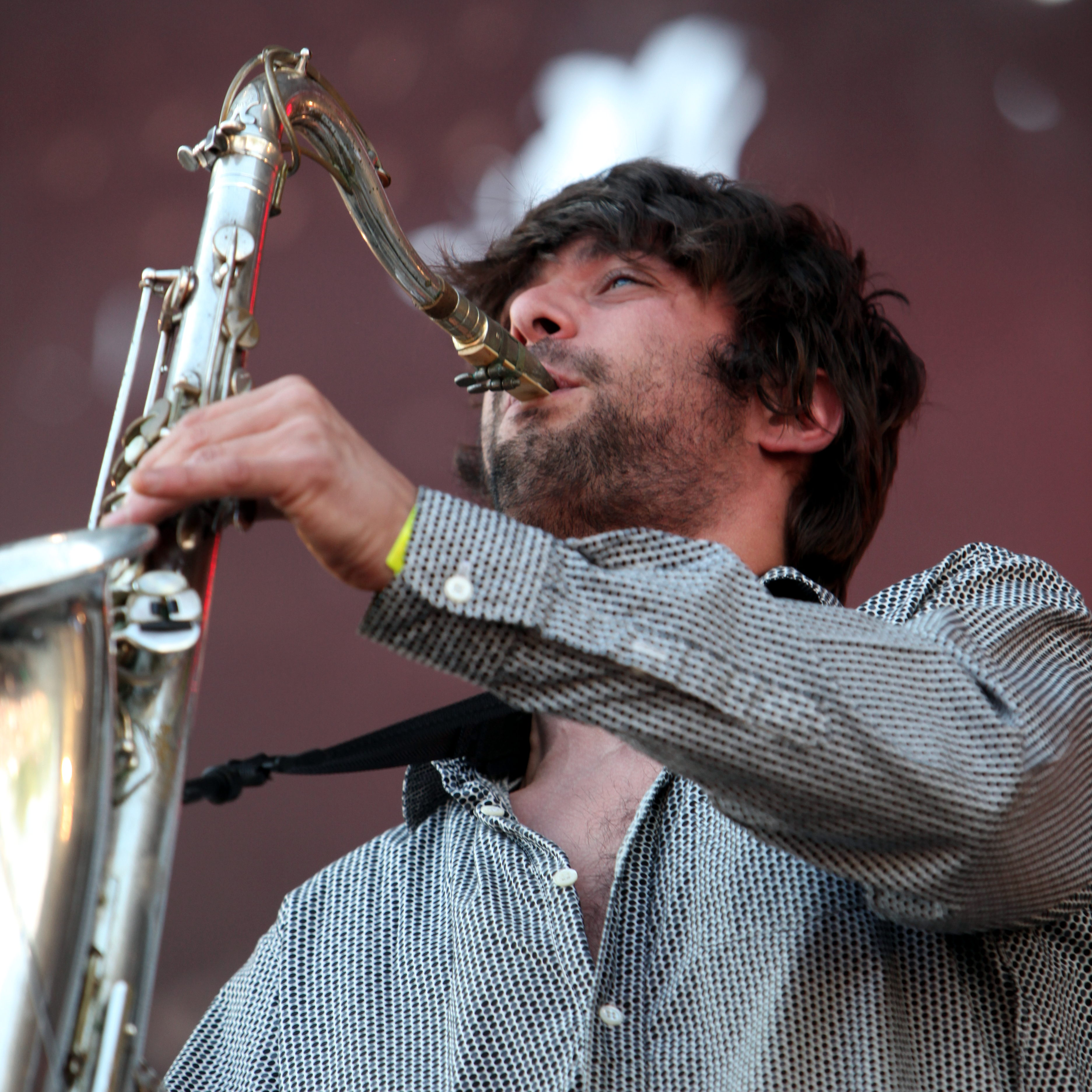
Julien « Juju » Arthus.
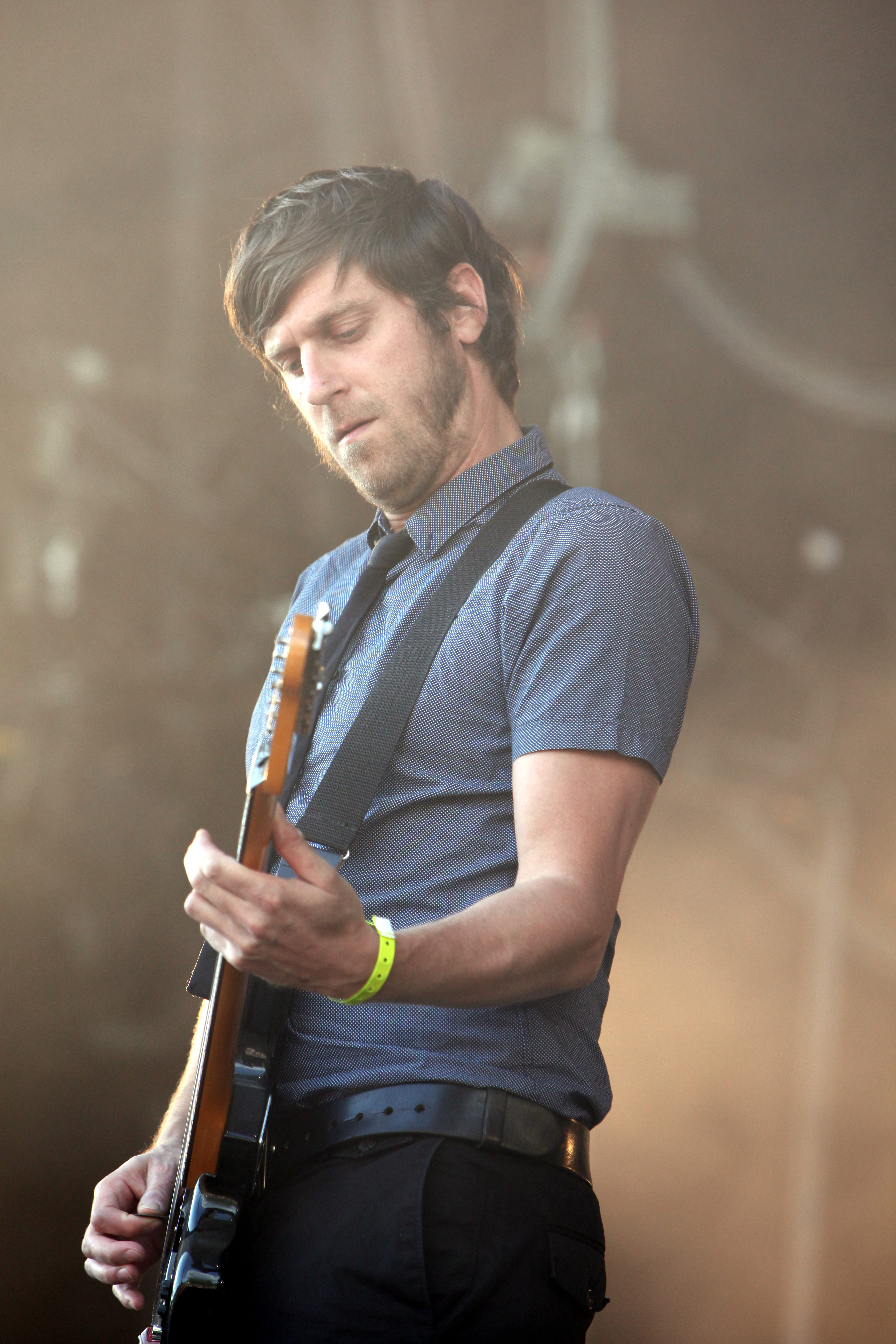
Laurent « Kebous » Bousquet.
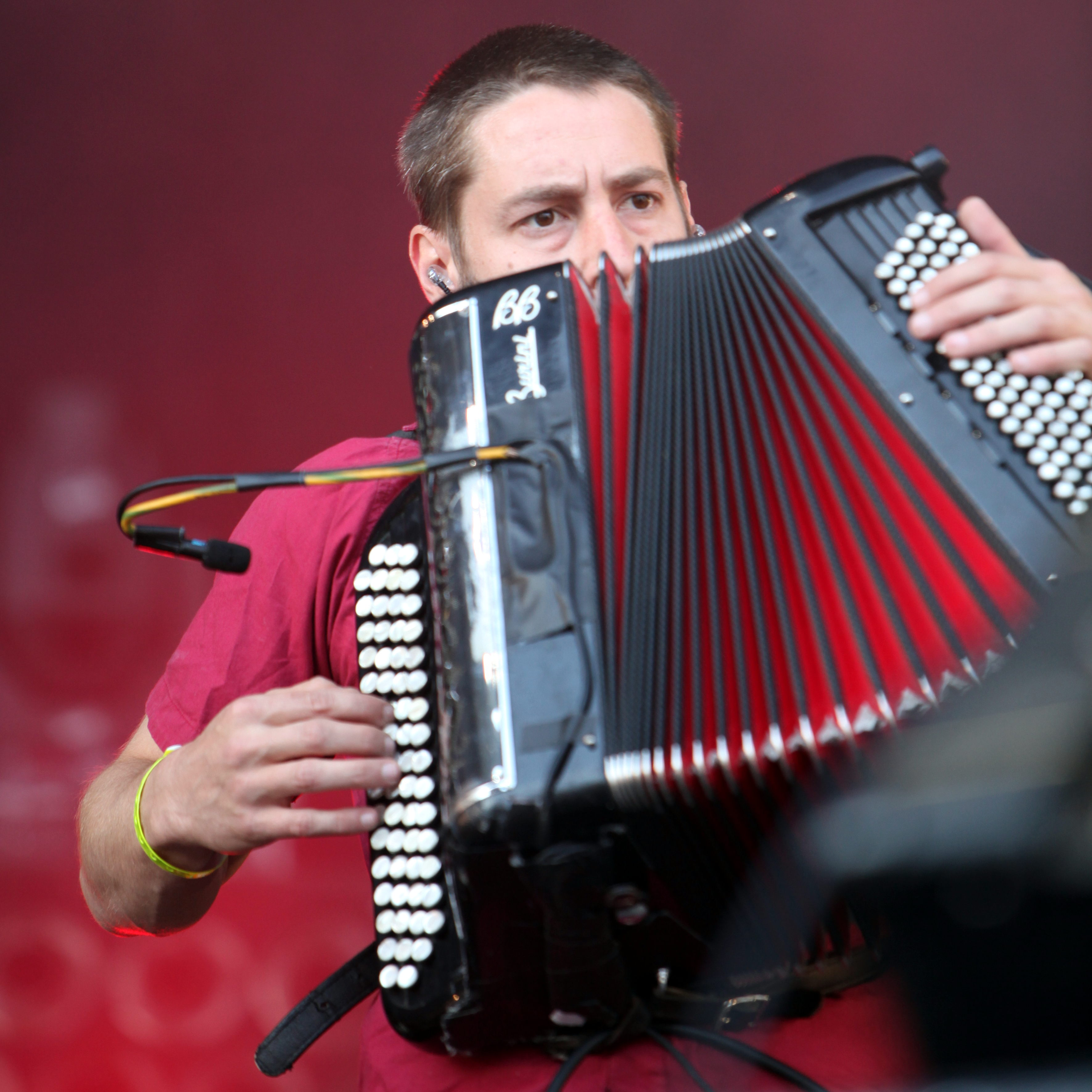
Jocelyn « Jojo » Gallardo.
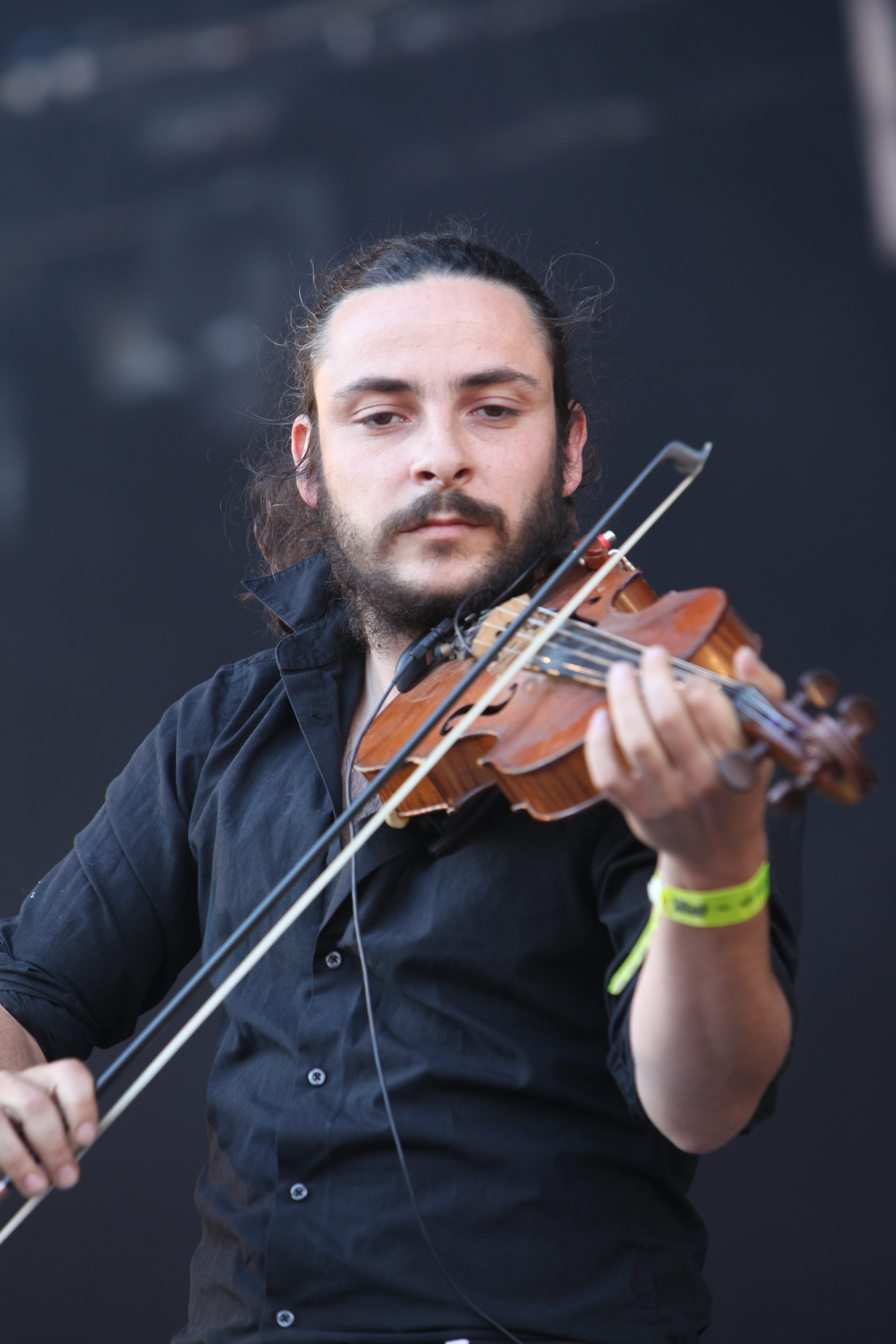
Vincent « Vince » Serrano.

## Discographie

### Splits
- Est-ce ainsi que les hommes vivent ? (2003) avec Laréplik / 1 titre sur une compilation
- 10$ bill et Maniacs vs Sharkiat (2006) avec Sleepers / 5 dates

### Projets annexes et participations
Un ou plusieurs actifs du groupe ont participé dans les projets suivants :
- Kebous : Il s'agit de Laurent Bousquet (Lolo), accompagné de Maddox, Bertille Fraisse, Gérald Gimenez et Olivier Sousbie.
- Telegram
- Les Touffes Kretiennes, Fanfare à géométrie variable composée de Pepito (trompette, chant), Juju (saxophone, chant), Jojo (trombone), Vince (saxophone, chant)[pertinence contestée] ainsi que des membres de : Les Fils de Teuhpu, Ma breuch, Les chevals, Jungle Juice, Babylon Circus, Raoul Petite...
- Elektric Geisha est un groupe de punk manouche dont Renaud Eychenne est le contrebassiste.
- Heroes de Puta est un projet créé par R1 (Erwan Naour) avec Rémy (Maddox) et Nico.
- Wallace, groupe de chanson française fondé par R1 (Erwan Naour) depuis son départ du groupe en 2016.
- El Comunero a été créé en 2008 en hommage au grand-père de Thomas Jimenez, Manuel, ancien combattant de la guerre d'Espagne, pour perpétuer ces chansons humanistes et antifascistes et faire avancer la cause de la Seconde République espagnole dont la mémoire est aujourd'hui encore bafouée[Interprétation personnelle ?]. Laurent chante et joue de la guitare, Jojo joue accordéon, trombone et ukulélé, et Renaud joue de la contrebasse. Le deuxième album d'El Comunero sortira à la fin de l'année[Quand ?].
- Le Radio Local Karaoké Live Show devenu en 2022 Le Karaoké Live Show , groupe de Karaoké live composé de Jojo (accordéon) dit « La Machine », Nox dit « La Déboite à rythmes » à la mini batterie et Zébulon dit « le MC » à l'animation (initialement au mégaphone). Il existe depuis 2004 et lance en 2025 une tournée pour célébrer "20 ans de succès"[12].
- Spank
- Boogie Bastards
- PVC Que du tube avec Pepito, Pierre Jean et Juju

Jojo et Pepito ont participé à l'album Reprisé des Croquants en 2004, et Jojo à l'album Air de jeux des Castafiores en 2004 également. Le groupe a participé sur l'album Croc'Noces des Ogres de Barback aux côtés de Debout sur le zinc[réf. souhaitée]. Le groupe a aussi participé à la compilation Mano negra illegal avec le titre Love and Hate. Le groupe a participé à la compilation La Pittoresque Histoire de Pitt Ocha avec le titre Chipoti, Chipota.